# Rubus fraxinifolius
Rubus fraxinifolius är en rosväxtart som beskrevs av Jean Louis Marie Poiret. Rubus fraxinifolius ingår i släktet rubusar, och familjen rosväxter.

## Underarter
Arten delas in i följande underarter:
- R. f. yushunii
- R. f. celebicus